# Museo Nacional de Colombia
El Museo Nacional de Colombia, comúnmente abreviado como Museo Nacional o MNC, es el primer museo fundado en la República de Colombia. Cuenta con su sede en la capital, Bogotá.
Fue fundado por ley del congreso constitucional de la Gran Colombia el 28 de julio de 1823, durante el primer mandato del gobierno encabezado por el presidente Simón Bolívar y el vicepresidente Francisco de Paula Santander. Sin embargo, inició su funcionamiento el 4 de julio del mismo año, cuando se declaró oficialmente creado. Esto lo convierte en la primera institución museal de Colombia y una de las más antiguas de América. 
El Museo Nacional de Colombia opera como Unidad Administrativa Especial del Ministerio de las Culturas, las Artes y los Saberes y la gestión de su colección permanente es realizada en conjunto con el Instituto Colombiano de Antropología e Historia (ICAHN). La colección está bajo tutela de cuatro curadurías: Arte, arqueología, etnografía e historia, que en conjunto exponen un aproximado de 2500 piezas repartidas en diecisiete salas permanentes, de las cuales quince están en funcionamiento y dos se encuentran en proceso de adecuación con fecha esperada de inauguración en el tramo final del año 2023.
Su sede actual es el edificio de tres plantas de la antigua Penitenciaría de Cundinamarca, diseñada por el arquitecto danés Thomas Reed por encargo del presidente Eustorgio Salgar en su segundo mandato de los entonces Estados Unidos de Colombia. Se ubica en el barrio San Martín (Localidad de Santa Fe), en el corazón del centro internacional, sobre la emblemática carrera Séptima, una de las principales vías de la ciudad de Bogotá.
Desde el 2011 el Museo inicia un proceso de renovación integral que evalúa de manera profunda su guion curatorial, su propuesta museográfica, su proyecto educativo y su labor misional para dar cuenta de un relato histórico multivocal, visibilizar diferentes perspectivas sobre su acervo patrimonial y fomentar la participación de públicos diversos.

## Historia
El Museo Nacional de Colombia fue creado a través del decreto 117 del 28 de julio de 1823, apenas cuatro años después de ser autoproclamada como República, tras los acontecimientos militares que expulsaron a los españoles quienes pretendían retomar el dominio monárquico sobre el territorio. Es el museo más antiguo de Colombia y uno de los más antiguos de América. Durante dos siglos se ha consagrado a la conservación y divulgación de testimonios representativos de los valores culturales de la Nación colombiana.
Los antecedentes que impulsaron la recolección de objetos y elementos relacionados con la flora y fauna del territorio nacional, están relacionados con los intereses de la Ilustración, que se vieron reflejados en esfuerzos como la Expedición Botánica de José Celestino Mutis, de la cual salieron figuras como Francisco José de Caldas quienes promovieron la independencia del país. Propiciando los ideales independentistas, el Museo Nacional inició su historia con una colección enfocada en la riqueza natural del país. 
Abrió sus puertas al público el 4 de julio de 1824, fecha en que el vicepresidente, general Francisco de Paula Santander lo declaró oficialmente creado, siendo su primer director el científico y anticuario  peruano Mariano Eduardo de Rivero y Ustáriz. Rivero había sido contratado en mayo de 1822 en París por Francisco Antonio Zea, ministro Plenipotenciario de Colombia, a fin de constituir una escuela de minería y un museo de historia natural en la capital de la nueva república. El Museo Nacional de Colombia se instaló inicialmente en la Casa Botánica, la cual albergaba la colección de historia natural reunida por José Celestino Mutis y que cuidaban sus discípulos. Con el tiempo, a estas piezas se sumaron otras de carácter arqueológico, histórico y artístico.
La idea de crear un museo surge como la iniciativa de encajar en un espacio las diversas muestras  que procedían de las expediciones realizadas por el gobierno sobre el territorio nacional, las riquezas con que contaba el territorio y las muestras etnográficas procedentes de todo el país. A finales del siglo XIX, las narrativas del museo habían ido variando, siendo uno de los resultados el afianzar el carácter histórico del mismo, empezando a dejar de lado su naturaleza científica con que había iniciado su trayectoria. En aquel momento, su sede era la Casa de las Aulas (actual ubicación del Museo Colonial) entre 1845 y 1913, para después ser trasladado al Pasaje Rufino donde funcionaría entre 1913 y 1922. Posteriormente, entre 1923 y 1942 el Museo funcionó en el edificio Pedro A. López. 
La Regeneración en 1881 concibió el museo como un espacio civilizador. Sus funciones consistían en facilitar herramientas correspondientes al progreso esperado en el país a través de la exhibición de las riquezas, el enaltecimiento de las efemérides históricas y las ciencias naturales.
La transformación que vivió el espacio correspondió con las transiciones que vivía Colombia, puesto que, la industria fue adquiriendo un lugar cada vez más destacado dentro de la economía nacional, que ya no era únicamente rural. Miguel Antonio Caro fue el encargado de este espacio en el periodo de 1880 a 1884, así como de los historiadores Ernesto Restrepo Tirado y Gerardo Arrubla, siendo algunos de los directores durante diferentes períodos en las primeras décadas del siglo XX. Durante este espacio de tiempo los acervos de las colecciones fueron creciendo.

Desde algunas perspectivas, la utilización de este espacio de acuerdo a los fines históricos y representativos que fue adquiriendo, con el pasar de los directores quienes lo encaminaban para tener relación directa con el proyecto nacional y la construcción de su símbolos, la forma en que se fueron administrando las colecciones correspondía precisamente con la diferenciación del pasado y el presente en función del lugar que ocupaban los “otros” en la historia patria, diferenciando de esta forma el espacio social dentro de los símbolos y la narrativa histórica oficial. Estas representaciones de lo que en esta narrativa se llama “nosotros” estuvieron ligadas por las concepciones históricas de la Academia de Historia y la perspectiva artística de la Escuela Nacional de Bellas Artes:
“A través de la academia se debía configurar entonces una representación de la nación compuesta por tres partes diferenciadas: las antigüedades, la historia patria y las tribus indígenas; como se analizará más adelante, tal división da cuenta de la manera como se dispusieron las nociones sobre el pasado y el presente nacional: de un lado la historia de los otros estudiada a través de los objetos y, de otro, la historia de un nosotros englobada bajo el título de historia patria; y, en una clasificación aparte, lo concerniente a las tribus del presente, [...] La idea era que el museo pasara de ser un gabinete de curiosidades en el que reposaban todo tipo de objetos, a convertirse en un centro en el que se conservaran las piezas originales que, desde la percepción de ciertos grupos de letrados, eran fundamentales para representar la nación. En este sentido, en el reglamento del museo de 1905, se estipuló la cooperación que debían prestar la Academia Nacional de Historia y la Escuela de Bellas Artes para verificar la autenticidad de los objetos que este albergaba”
El Museo, de acuerdo a la evolución discursiva y de utilidad que presenta desde su fundación hasta finales del siglo XIX, articula en sus exposiciones el discurso oficial nacional respecto de la Historia que surge como aliada de la construcción de la nación, desde la perspectiva regeneradora. Así, las representaciones que aparecen en este espacio corresponden a la visión hegemónica de la nación y su discurso guiado desde la moral de la élite y sus limitaciones que imponía hacia la identidad nacional.
El desarrollo del museo tiene una relación directa con la evolución del arte en Colombia, sus usos y la creación de otros espacios museales. Por ejemplo, al comienzo del siglo XX gracias a la creación de la Escuela Nacional de Bellas Artes que permitió de alguna manera diferenciar la relación de la destreza manual y la creatividad, se creó el Museo de la Escuela de Bellas Artes en la Universidad Nacional con base en las colecciones artísticas del Museo Nacional.
Así mismo el artículo 21 de la ley 47 de 1920 reglamentó que el ministro de Gobierno sería el encargado de dictar las disposiciones necesarias para dotar al Museo de la Quinta de Bolívar, por lo cual objetos relacionados con la vida de Simón Bolívar que se encontraban en el Museo Nacional fueron destinados a la creación de este espacio. Cuando se estableció el Museo Nacional en su sede actual, las colecciones que habían ido al Museo de Bellas Artes y al Museo Arqueológico y Etnográfico volvieron a su lugar original de procedencia.

#### Sedes
A lo largo de su historia, el Museo Nacional de Colombia ha ocupado diversas sedes. Desde su fundación y hasta 1842 ocupó la antigua Casa Botánica -hoy desaparecida-; de 1845 a 1913, el edificio de las Aulas -Museo de Arte Colonial de Bogotá-; de 1913 a 1922, el Pasaje Rufino Cuervo -hoy desaparecido-; de 1922 a 1944, el edificio Pedro A. López -hoy Ministerio de Agricultura y Desarrollo Rural-; y de 1948 hasta la fecha, las instalaciones de la antigua Penitenciaría Central de Cundinamarca, conocida como “Panóptico”.

La anteriormente mencionada penitenciaría, diseñada por Thomas Reed en la década de 1850 y construida a partir del 1 de octubre de 1874, fue la prisión más importante del país durante casi 72 años. Sin embargo, en 1946 los reclusos fueron trasladados a la nueva cárcel La Picota y el Gobierno destinó el edificio para albergar el Museo Nacional.

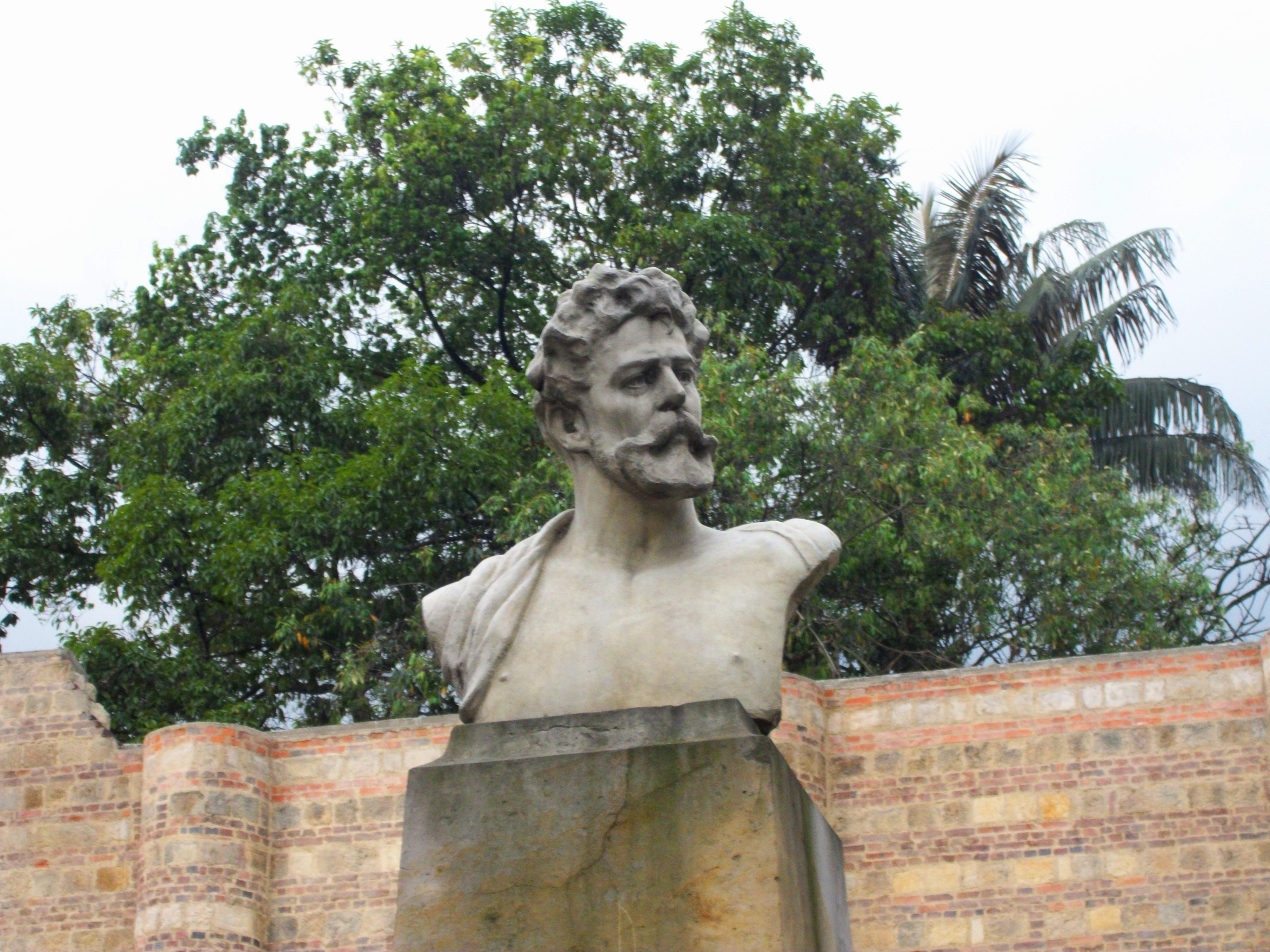
Busto de Epifanio Garay, en el costado suroccidental del Museo.

El Panóptico, luego de ser restaurado y adecuado bajo la dirección de los arquitectos Manuel de Vengoechea y Hernando Vargas Rubiano, fue inaugurado como sede del Museo Nacional de Colombia el 2 de mayo de 1948. En palabras de Vargas Rubiano, «la transformación del llamado "panóptico" en museo fue idea de Matoño Arboleda: hace varios años, en los diarios capitalinos se glosó acerbadamente, sin razones valederas, la arquitectura y la ubicación de la prisión. En su defensa, previendo la posible demolición, Matoño sugirió la utilización de la fábrica en un gran museo nacional.» Dado que el edificio reúne valores arquitectónicos, el gobierno lo declaró Monumento Nacional el 11 de agosto de 1975.
Entre 1989 y 2001, se adelantó el Proyecto de Restauración Integral del edificio, que culminó el primer semestre del 2001 y fue inaugurado oficialmente el 28 de julio, con la apertura de la totalidad de las salas de exhibición del Museo.

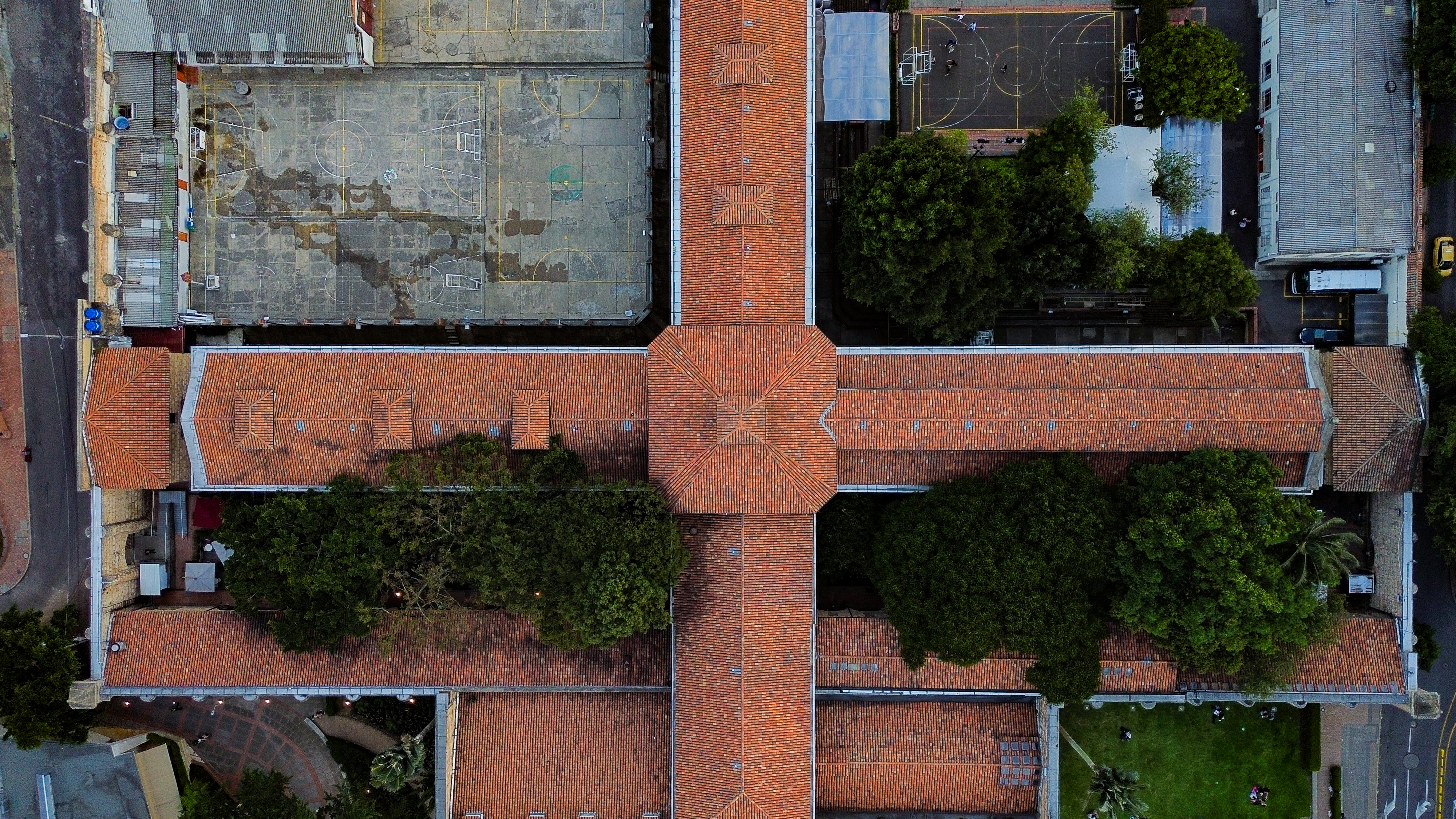
Vista de la planta del museo.

Actualmente, las Unidades Administrativas Especiales, Museo Nacional de Colombia e Instituto Colombiano de Antropología e Historia (Icanh), dependientes ambas del Ministerio de las Culturas, las Artes y los Saberes, son las encargadas de la administración, conservación y difusión de las colecciones que integran el Museo.
En 2012 se inauguró el proyecto de accesibilidad, una intervención arquitectónica en la fachada y jardines del Museo, cuyo objetivo fue permitir el acceso de todos los públicos en igualdad de condiciones.
Ese mismo año, el Museo formuló el proyecto de renovación e inició un proceso de renovación integral de sus espacios expositivos de carácter permanente, el cual ha permitido reflejar la diversidad del país e invitar al diálogo y la reflexión sobre lo que somos, fuimos y seremos como Nación. La renovación del Museo ya cuentan con estas nuevas salas: Memoria y Nación (2014), Tierra como Recurso (2016), Tiempo sin olvido, Ser territorio, Hacer sociedad (2018), La Historia del museo y el museo en la historia, y la Historia del panóptico (2020).

## Colecciones
Las piezas que hacen parte de los acervos del Museo Nacional son bastante diversas, por lo que está catalogado como un museo general. Así mismo, la totalidad de la colección ha sido declarada como patrimonio cultural de la nación. Debido al carácter científico de su fundación, durante la década de 1820, la colección inicial integraba piezas botánicas, minerales, paleontológicas y zoológicas, además de objetos antropológicos y arqueológicos. También contenía objetos de historia contemporánea, así como piezas artísticas con representaciones científicas y religiosas, dada la coyuntura de la naciente República de Colombia y su correspondiente necesidad de crear un relato de la nación.
Las continuas reformas y cambios de administración dentro de la institución han afectado la clasificación de las colecciones a lo largo de su historia. En 1881, se desarrolló el primer catálogo que dividía la colección en tres partes: la primera reunía Historia, Arqueología, Curiosidades y Pinturas; la segunda, Historia Natural; y una tercera constituía un apéndice con piezas varias. Para 1886, la división se mantuvo, aunque la tercera parte empezó a agrupar pinturas y objetos de las artes nacionales. Durante el siglo XX, el Museo Nacional siguió ampliando sus colecciones a partir de donaciones, adquisiciones y remisiones. Así, bajo la dirección de Restrepo Tirado, se seccionó la colección en Arqueología, Objetos indígenas contemporáneos, Antigüedades extranjeras, Objetos históricos, Numismática, Salón de Gobernantes de Colombia, Galería de Próceres, Mineralogía, Galería de pinturas y Apéndice. Actualmente, el Museo Nacional clasifica la colección en cuatro grupos, según el sentido atribuido a cada pieza dentro de la institución: Arqueología, Etnografía, Arte e Historia.

### Colección de Arqueología
En el momento de la fundación del Museo Nacional, ciertas piezas antropológicas, entre objetos prehispánicos antiguos y etnográficos de la cultura material indígena, ya hacían parte de su colección. En 1824, se contaba con una momia encontrada cerca de Tunja. Objetos como éste definían la principal finalidad del Museo Nacional hasta el siglo XX: reunir diferentes tipos de objetos (entre ellos, las piezas definidas como antigüedades, reliquias y curiosidades indígenas) para ser exhibidos y dar cuenta de la riqueza de la nación.
Las excavaciones e investigaciones arqueológicas realizadas a comienzos del siglo XX, tales como las llevadas a cabo por Konrad Theodor Preuss en San Agustín (1913-1914), Alden Mason en Pueblito y otras zonas tairona de la Sierra Nevada de Santa Marta (1922-1923), así como las comisiones de Carlos Cuervo y Gerardo Arrubla en Sogamoso (1924), expandieron tanto la colección del Museo Nacional como el sentido atribuido a los objetos que la integraban. Cabe destacar que, precisamente, Arrubla fue uno de los directores del Museo Nacional más interesado por fortalecer, proteger y darle un papel científico y educativo a la colección.
En 1938 se fundó el Servicio Arqueológico Nacional, encabezado por Gregorio Hernández de Alba, lo cual significó un nuevo rumbo para los bienes arqueológicos resguardados en el Museo Nacional. Con la creación de instituciones estatales enfocadas en la protección e investigación arqueológica, se acrecentó el interés por la colección del Museo Nacional, tanto así que Hernández de Alba solicitó un préstamo de la colección para realizar una exposición durante el IV centenario de la fundación de Bogotá. Para 1940, esta misma colección fue el fondo principal del Museo Arqueológico y Etnográfico inaugurado gracias a los esfuerzos de Hernández de Alba, Pérez de Barradas, entre otros. En este contexto, 1854 piezas fueron trasladadas a dos salas de la Biblioteca Nacional hasta que en 1946 volvieron al Museo Nacional en su nueva sede en el antiguo edificio del Panóptico.
Las investigaciones desarrolladas después de 1950 siguieron expandiendo los horizontes de la arqueología, brindando nuevas pistas sobre los objetos conservados en el Museo Nacional, en lo relativo a las áreas arqueológicas a las que pertenecen e incluso hasta una cronología aproximada calculada a través de instrumentos científicos, como las excavaciones estratigráficas y la datación con carbono 14. Las zonas que más se estudiaron arqueológicamente en aquella época fueron San Agustín, Tierradentro, la Sierra Nevada de Santa Marta, el territorio muisca alrededor de Bogotá y las dos costas marítimas. Es de anotar que si bien a finales del siglo XX y comienzos del siglo XXI se ha estudiado más la Amazonía colombiana, es poca la información de algunas piezas de la colección que remiten a este y otros lugares menos estudiados del territorio nacional.
Desde el 2013, la conservación e investigación de esta colección, debido a su carácter patrimonial, es responsabilidad del Instituto Colombiano de Antropología e Historia (ICANH), a través del área misional de arqueología y patrimonio. Por lo tanto, la totalidad de la colección está dentro del inventario de esta institución. A su vez, la divulgación, reserva y exhibición de las piezas está a cargo del Museo Nacional y del ICANH. Las áreas que comprende esta colección son la cerámica con recipientes, figuras y fragmentos; la orfebrería, que se divide en figuras y artefactos; los líticos, donde se presentan escultura, artefactos y fósiles; el material óseo, que agrupa restos humanos, momias y artefactos en hueso; la madera, que se divide en escultura y mobiliario; los textiles, que integran vestuario, mantas, telas y fibras. En esta colección también se contemplan otros elementos de la naturaleza que no están en una categoría específica, como conchas de mar, semillas y papel.

### Colección de Etnografía
La historia de esta colección tiene varios puntos de convergencia con la colección de Arqueología, debido en gran parte a que el desarrollo de estas disciplinas en Colombia se dio de manera paralela. Los objetos de ambas colecciones hicieron parte de las antigüedades, curiosidades y reliquias indígenas durante la década fundacional del Museo Nacional.
A mediados del siglo XIX, Manuel Ancízar estaba interesado en que el Museo Nacional, además de histórico, fuera etnológico. Así la colección integraría cráneos, momias, armas y objetos que aludieran a otras culturas. Concepciones como la de Ancízar refleja que, en ese momento, una de las finalidades del museo era visibilizar de manera científica la diferencia racial entre los seres humanos, siendo las poblaciones indígenas sinónimo de pasado.
Dentro de los objetos catalogados a finales del siglo XIX como Objetos y Curiosidades Indígenas se encontraban el manto de la Reina mujer de Atahualpa, ídolos, vasijas de barro, arcos para disparar flechas, un cincel, un huso de pedernal, instrumentos de música, entre otros. Parte de esta colección provenía de donaciones de diferentes zonas del país como Territorios Nacionales, Boyacá, Tolima, Cauca, Magdalena, Cundinamarca, donaciones de personajes nacionales como Jorge Isaacs; y de expediciones científicas realizadas para recolectar el pasado indígena antes de que desapareciera.
Entrado el siglo XX la colección se dividió entre Arqueología y Objetos indígenas contemporáneos, lo que marcó la división que actualmente prevalece en la colección del Museo Nacional. Esta época coincidió con el surgimiento de los primeros estudios e investigaciones etnográficas como la realizada por Sergio Elías Ortiz (1935) con los indígenas de Nariño, la expedición antropológica a La Guajira por Gregorio Hernández de Alba (1935) y el libro de Antonio García (1937) sobre la situación de los indígenas en el país.
La fundación en 1941 del Instituto Etnológico Nacional anexo a la Escuela Normal Superior y del Instituto Indigenista Colombiano, marca la institucionalización de la antropología en Colombia, de tal manera figuras como Paul Rivet, Hernández de Alba, Eliecer Silva Celis, Blanca Ochoa, Alicia Dussan de Reichel-Dolmatoff, Roberto Pineda Giraldo, Virginia Gutiérrez, enriquecieron los horizontes de la antropología y con ello, la colección y sentidos de las piezas que integraban la colección del entonces Museo Arqueológico y Etnográfico. Las piezas de la colección dejaron de ser reliquias, antigüedades o curiosidades para ser artefactos que hablaban de la tecnología y cultura material indígena.
En las últimas décadas del siglo XX se ha acrecentado la investigación, pero con la consideración de que el objetivo fundamental de éstas no es la recolección de objetos de la cultura material indígena, también se ha ampliado el campo de estudios a las comunidades afrocolombianas, raizales, rom y gitanas.
Al igual que la colección arqueológica, desde el 2013 la conservación e investigación de esta colección está a cargo del ICANH, mientras que la divulgación, reserva y exhibición de las piezas está a cargo del Museo Nacional y el ICANH. Esta colección se encuentra categorizada bajo las mismas áreas que la colección de arqueología a excepción del área de orfebrería. Una de las apuestas por la conservación, reserva, exhibición y divulgación de esta colección es la Reserva laboratorio visible de la colección etnográfica – ICANH, la cual cuenta con una plataforma virtual a modo de archivo digital.

### Colección de Historia
Debido al periodo histórico en que se encontraba Colombia, y otros países de América Latina, durante la fundación del Museo Nacional, los primeros objetos que hicieron parte de esta institución estaban relacionados con las batallas de independencia. Una de las donaciones más importantes fue la realizada por el Mariscal de Ayacucho Antonio José de Sucre al Congreso de la República (entidad que la destinó al Museo Nacional), en la cual se encontraban banderas españolas, la guirnalda cívica ofrendada por el pueblo de Cuzco al Libertador Simón Bolívar, entre otros objetos.
Los objetos naturales como minerales, especímenes botánicos y zoológicos, también robustecieron el acervo de inicial del Museo Nacional, en consonancia con el Decreto de creación de un museo natural-científico. En 1881 esta colección se clasificó bajo el reino animal, vegetal y mineral.
Entrado el siglo XX la colección se amplió y recibió ejemplares como el Aerolito de Santa Rosa de Viterbo. Al mismo tiempo la colección se fragmentó para la creación de diversos museos, tal es el caso de la colección de botánica, la cual pasó en 1905 a la Facultad de Medicina y Ciencias Naturales de la Universidad Nacional; en 1920 los objetos del Libertador Simón Bolívar conformaron el Museo de la Quinta de Bolívar; la colección de zoología pasó al entonces Museo de Ciencias Naturales de la Facultad de Medicina de la Universidad Nacional; parte de las armas del Museo Nacional hicieron parte del entonces Museo de Armas del Ejército en 1938.
Por otro lado, en 1942 las piezas de geología, mineralogía y paleontología conformaron el entonces Museo Geológico de la Facultad de Matemáticas e Ingeniería de la Universidad Nacional, en este mismo año las piezas coloniales dieron origen al Museo de Arte Colonial. Finalmente, en 1960 los objetos concernientes a la Independencia pasaron a ser parte de la Casa Museo del 20 de julio de 1810.
La colección de historia, sumada a la colección de arte, hace parte del inventario del Ministerio de las Culturas, las Artes y los Saberes y está clasificada en 5 áreas. El área de documentos históricos contiene documentos oficiales, manuscritos, cartografías, fotografías, impresos, estampas y álbumes. La numismática agrupa documentos oficiales, especies monetarias, matrices, medallas, monedas y billetes. La filatelia se divide en estampillas, sellos y sobres de primer día.
Una de las áreas más diversa es la de objetos testimoniales con armas, condecoraciones, conmemoración, heráldica, herramientas, indumentaria, joyería, grabaciones sonoras, imágenes en movimiento, máquinas, mobiliario, objetos arquitectónicos, objetos de caballería, objetos de mando, objetos de uso decorativo, objetos de uso doméstico, objetos rituales, óseos, textiles, trofeos e instrumentos musicales. Finalmente, los objetos científicos abarcan cuerpos astronómicos, instrumentos científicos, instrumentos de trabajo, máquinas, taxonomía y taxidermia.

### Colección de Arte
Desde su fundación el Museo Nacional ha contado con una colección de arte, siendo la pintura la gran protagonista desde sus etapas iniciales. La colección además se encuentra conformada por una selección de dibujos, un acervo de escultura y finalmente, una subsección de artes decorativas, siendo esta última la más reducida.
Para 1881, el acervo de pintura ya contaba con 77 piezas, este número iría en aumento principalmente durante la primera mitad del siglo XX gracias a la integración de obras legadas por diversos artistas y coleccionistas locales. Durante el periodo de posguerra, el Museo Nacional se convierte en una institución central en la adquisición y exposición de obras modernistas nacionales e internacionales, dinamizando exploraciones artísticas sintonizadas con debates tocantes a la redefinición de las identidades nacionales, las tensiones políticas de la época y la relación entre actividad artística y académica. Este periodo se corresponde con el traslado de la colección general de arte a la sede actual del Museo Nacional en 1948, tras un breve traspaso a la Universidad Nacional de Colombia, institución que entonces amparaba la colección del Museo de la Escuela de Bellas Artes de Bogotá.
En la actualidad la colección de pintura contabiliza un aproximado de 890 obras, dando prelación al trabajo de artistas colombianos de los siglos XIX y XX. En 2004, el Museo Nacional coedita junto a Editorial Planeta el inventario exhaustivo “Colección de pintura. Museo Nacional de Colombia”, donde se encuentra una investigación pormenorizada de cada una de sus piezas y se analiza el trabajo de artistas como José María Espinosa, el retratista Epifanio Garay, Ricardo Acevedo Bernal, Pantaleón Mendoza, David Manzur, Alejandro Obregón, entre otros. Ante una presencia comparativamente menor de pintoras, el Museo Nacional ha propiciado exposiciones temporales explorando la obra de figuras como Débora Arango, además ha adelantado eventos como “Mujeres entre líneas” (2015-2016) y “Voces íntimas” (2016-2017), donde se ha retomado el trabajo de diversas artistas y se ha reflexionado sobre las representaciones y roles asignados a las mujeres en su colección.
El Museo Nacional cuenta con una colección de dibujos que incluye piezas artísticas y científicas elaboradas empleando diversas técnicas. Esta sección de la colección, específicamente aquellas agrupadas en el área de miniaturas, representa un lugar de reflexión privilegiado para la comprensión del periodo independentista y su relación con los ideales ilustrados. Comprende un aproximado de 437 piezas cuya exposición es rotativa atendiendo a la especificidad de sus necesidades de conservación.
El área de escultura acoge desde instalaciones hasta esculturas extensas, su acervo asciende a un aproximado de 180 piezas. Estos elementos están repartidos en todo el Museo, siendo la única colección cuya presencia se extiende hasta los jardines interiores. Sus primeras piezas figuran en el catálogo de 1881, dónde se reporta la tenencia de estatuas religiosas. Sin embargo, es durante la primera mitad del siglo XX que la colección se robustece: Se integra la obra del artista colombiano Marco Tobón Mejía, se reciben aportes provenientes del Museo de la Escuela de Bellas Artes de Bogotá y se reporta el ingreso de piezas históricas como el busto de Simón Bolívar y la mascarilla del militar neogranadino Juan José Neira. Desde entonces esta sección de la colección ha aumentado paulatinamente. Se destaca su posesión del legado de escultores suscritos al movimiento indigenista, y de artistas colombianos como Edgar Negret.
Finalmente la sección de artes decorativas reúne objetos suntuarios y de alta calidad de la industria manufacturera nacional e internacional de los siglos XVIII, XIX y XX. Incluye objetos domésticos, mobiliario y decoraciones de países como Francia, Inglaterra y España. Sus principales benefactores han sido la Fundación Beatriz Osorio, el legado del negociante inglés John Saúl Wetton y Effi Rose Holabird Wetton, y Mireya Negret Delgado.

## Salas de exposición permanentes
El Museo Nacional de Colombia presenta las colecciones de historia, arte, antropología y etnografía en diecisiete salas de exposición distribuidas en sus tres pisos. Debido al avance del Plan de Renovación, dos espacios ubicados en la tercera planta se encuentran clausuradas temporalmente mientras son acondicionadas para albergar las piezas que compondrán las dos salas que culminarán el proceso de renovación curatorial iniciado en el 2011.

### Primer piso
Este espacio se ha designado como una forma de introducir al público a la historia del Museo, su desarrollo e influencia dentro de la historia Colombiana. Así mismo, se ofrece una mirada sobre el panorama prehispánico del territorio.

#### Sala 1: La historia del Museo y el Museo en la Historia
Esta sala da cuenta de los relatos y las representaciones que ha propuesto el Museo sobre la sociedad y la Nación colombianas en correspondencia con los diferentes hitos y relatos históricos que han configurado la nación. Esto, a través de tres secciones enmarcadas en una línea de tiempo: Inventarios, saberes y progreso, Civilización en tiempos de transformación y Museología para las nuevas ciudadanías. El relato curatorial de esta sala propone una división con la que se puede reconocer el desarrollo y consolidación del Museo Nacional.

#### Sala 2: Historia del Panóptico
La misión principal de esta sala es presentar la Penitenciaría Central de Cundinamarca o Panóptico, actual sede del Museo. A través de cuatro secciones, esta sala muestra los contextos históricos en los que se construyó y operó esta prisión, el día a día y su funcionamiento interno, el contexto urbano y finalmente cómo esta construcción convirtió en la actual sede del Museo.

#### Sala 3: Tiempo sin olvido. Diálogos desde el Mundo Prehispánico.
Este espacio presenta parte de la Colección Arqueológica del Museo y tiene el objetivo de proponer diálogos entre el presente y el pasado prehispánico proponiendo ejes para pensar diferentes dimensiones de la experiencia humana: producir, habitar, trabajar, hilar, intercambiar, representar, controlar, luchar, celebrar y morir. Esta sala alberga 186 piezas pertenecientes a distintas zonas arqueológicas del territorio nacional. La sala fue desarrollada en alianza con el ICANH y el Ministerio de las Culturas, las Artes y los Saberes.

#### Sala 4: Memoria en Movimiento
Como resultado de la alianza entre el Museo Nacional y Señal Memoria, Archivo Audiovisual y Sonoro de RTVC Sistema de Medios Públicos de Colombia, esta sala propone exposiciones a cargo de la Curaduría de Etnografía en la que se busca divulgar los patrimonios de las dos instituciones en relación con la memoria colombiana. A pesar de su carácter rotativo, esta sala hace parte de la exhibición permanente del Museo.

#### Sala 5: Talleres del Panóptico y Reserva visible.
Esta sala cumple dos funciones a través de dos espacios; por un lado, hacía el fondo de la sala, se presenta diferentes piezas de la colección de Arte y la colección de Arqueología que se encuentran en proceso de restauración y que se integrarán a las salas de exposición permanente o a espacios de almacenamiento. La segunda sección se emplea como una sala múltiple albergando exposiciones temporales o actividades de la programación pública.

#### Sala 6: Brillante amanecer. La metalurgia del oro en el mundo indígena
El objetivo central de esta sala es presentar como el oficio de la orfebrería permitía a los pueblo prehispánicos relacionarse con el entorno que habitaban. Al igual que la sala Tiempo sin olvido, esta sala también es producto de la alianza entre el Museo, el Ministerio de las Culturas, las Artes y los Saberes y el ICANH. La metalurgia, tema central sobre el que se desarrolla la curaduría de la sala, se entiende como una práctica que permite entender el contexto social, cultural y simbólico en el que se desarrolló esa parte de la historia de Colombia.

### Segundo piso
El tema central de las salas que se encuentran en este piso es la consolidación de las sociedades y sus relaciones con el territorio y la geografía colombiana. En este piso se encuentra también Memoria y Nación, primera sala intervenida en el proyecto de renovación y la cual expone un panorama general de las salas que se encuentran en todo el Museo.

#### Sala 7: Memoria y Nación
La sala Memoria y Nación cumple el objetivo de presentar un resumen de los relatos curatoriales de las demás salas del Museo Nacional. Fue la primera sala en ser revisada y reconfigurada a la luz del Proyecto de Renovación, en consecuencia se incluyó en ella el Muro de la Diversidad, un panel en el que a través de una mezcla de pinturas y proyecciones se da cuenta de la diversidad que se pretende incluir en el Museo. Cada sección de esta sala presenta piezas clave de cada una de las colecciones.

#### Sala 8:  Metales preciosos. Devoción, Conmemoración y Distinción.
La sala número 8 ubicada, al igual que la sala 6, se encuentra en una de las antiguas bóvedas. Esta sala nos presenta diferentes objetos hechos de metales preciosos como oro y plata, así como los usos que se les daba durante el Periodo Colonial, la Independencia y el siglo XX en Colombia.

#### Sala 9: Ser territorio
A partir de tres secciones, Poblar, Conectar y Concebir, Ser territorio muestra los cambios y configuraciones que se han dado históricamente sobre el territorio colombiano. Esta sala pretende también, dar cuenta de las formas múltiples en que los diferentes grupos humanos se relacionan y modifican su territorio. Los objetos que hacen parte del relato curatorial muestran como los avances tecnológicos permitieron modificar las condiciones particulares de las tierras habitadas.

#### Sala 10: Sala de adquisiciones recientes
Esta sala funge como un espacio para divulgar las adquisiciones más recientes del museo las cuales en su mayoría son donadas por comunidades que procuran participar de manera más activa en el relato del Museo . Adicionalmente, esta sala ha albergado productos de proyectos colaborativos como La Esquina Redonda: memoria, creación y cuidado en el Bronx Distrito Creativo, una exposición resultado del co-laboratorio de Creación y Memoria integrado por habitantes del antiguo Bronx que presentaba alrededor de 150 objetos del sector y una maqueta creada colectivamente que posteriormente fue adquirida por el Museo.

#### Sala 11: Hacer Sociedad
Esta sala se desglosa a partir de la Nueva Constitución del 1991 los conflictos y consensos qua ha atravesado la sociedad colombiana. En esta sala se encuentran piezas icónicas para la historia reciente del país como el Sofá procedente del Palacio de Justicia, que recuerda la Toma del Palacio de Justicia en 1985 o Desenterrando Memorias, obra de la artista Inty Maleywa excombatiente de las FARC EP. Esta sala pretende también reconocer las distintas voces que han participado de los hitos históricos del país.

#### Sala 12: Gabinete de colecciones
Esta sala cumple la misión de dar espacio a las investigaciones que se desarrollan sobre la colección del Museo incluyendo nuevas miradas, voces y testimonios que nacen de las investigaciones curatoriales.

#### Sala 13: Tierra como recurso
La sala Tierra como recurso presenta la problemática del uso que los grupos humanos le han dado a los recursos naturales. La sala plantea un recorrido a partir de cuatro ejes: Tierra Habitada, la cual que explora las diferencias entre las relaciones que tenían con la tierra las comunidades indígenas y los europeos; Tierra conquistada, que se centra en los procesos de extracción de metales que trajo consigo la esclavización de diferentes poblaciones; Tierra explotada, que se deriva de la contraposición entre las escalas de explotación de los recursos de comunidades locales con las de grandes sistemas económicos, y finalmente Tierra representada, que da cuenta de las distintas interpretaciones que se han hecho a lo largo de la historia sobre el uso de los recursos.

### Tercer piso
En este piso se alberga una gran parte de la colección de Arte del Museo. Este piso posee salas que presentan perspectivas individuales de artistas y artesanos, así como piezas de interés histórico de diversos periodos, que han reflexionado sobre diversas facetas del país.

#### Sala 14: La Rotonda. Mirada panóptica al arte en el Museo Nacional de Colombia
La sala 14 está ubicada en La Rotonda, sala llamada así por las características de su espacio circular. Esta sala contiene obras de gran formato que siguen un relato curatorial basado en la espiritualidad.

#### Sala 15: Ser y Hacer
Esta sala se encuentra dividida en cuatro espacios: Las obras cuentan historias, Las obras son hechas, Las obras tienen historia(s) y Obras conectadas. Cada una de estas secciones invita a explorar las historias particulares que cada objeto exhibido encierra, también, propone diferentes formas de ver y relacionar estos mismo objetos. Esta sala alberga actualmente 176 objetos de las cuatro colecciones del Museo.

Finalmente, las salas Casa Común y Fuerza, Fe y Sustancia, número 15 y 16 respectivamente, se encuentran clausuradas a en lo que se adelanta su adecuación dentro del plan de renovación del Museo. Su inauguración esta prevista para el tramo final del año 2023. 

## Exposiciones temporales

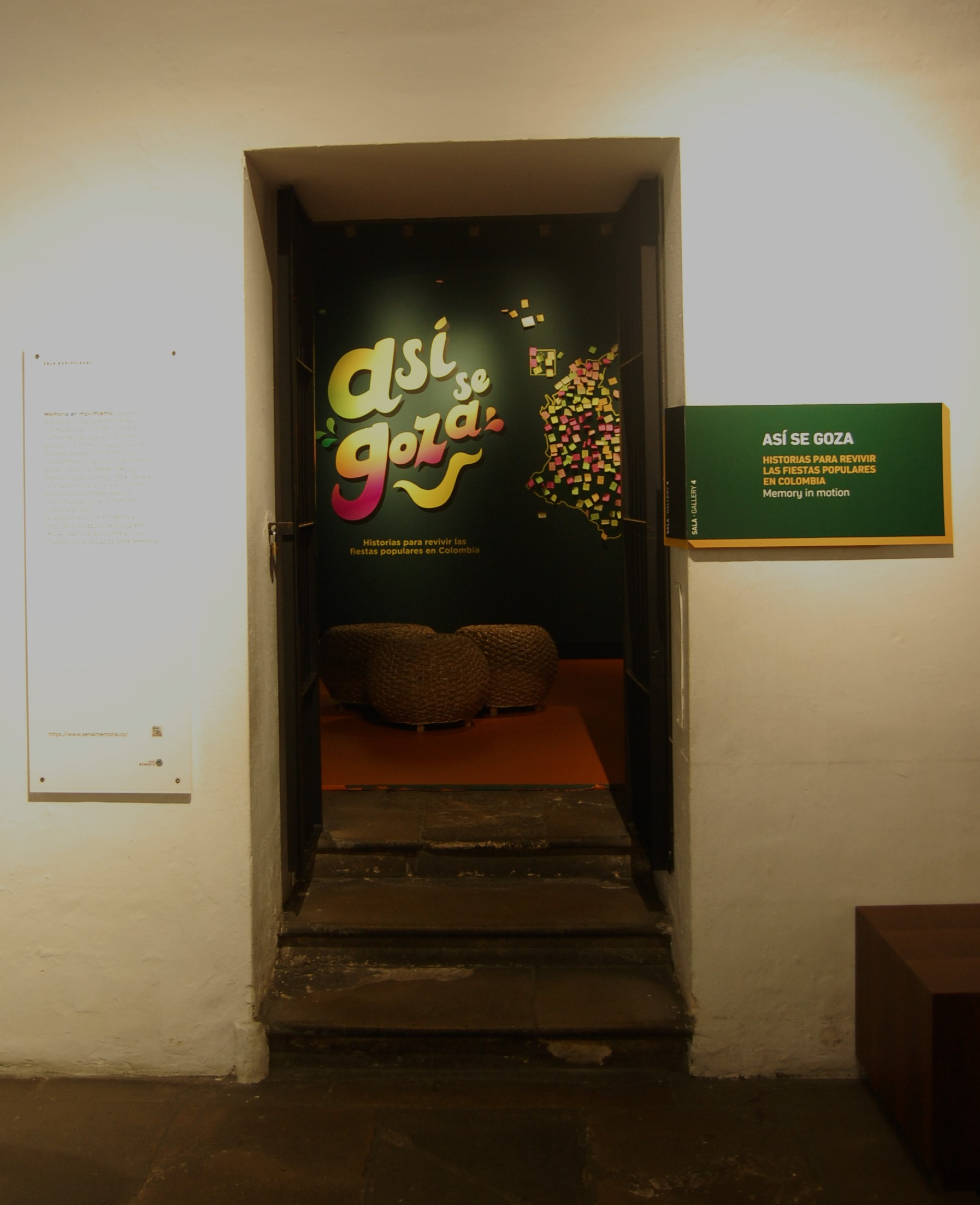
Vista de "Así se goza", exposición temporal del Museo Nacional

En lo que va del presente siglo se cuentan, entre otras, las siguientes:
- "Ya vuelvo": Carlos Pizarro Leongómez, memorias para la paz.
- "Picasso en Bogotá", del 13 de mayo al 13 de agosto de 2000.
- "Picasso & Cía.: Tres libros hechos a mano por Picasso y sus amigos", del 1 al 28 de septiembre de 2000.
- "Ofrendas funerarias y arte erótico en el Perú antiguo: Piezas originales del Museo Arqueológico Rafael Larco Herrera, de Lima", del 5 de diciembre de 2000 al 4 de febrero de 2001.
- "El regreso de Humboldt", del 23 de marzo al 27 de mayo de 2001.
- "Obras maestras de la pintura europea. Colección Rau", del 28 de junio al 15 de septiembre de 2002.
- "Rembrandt en Colombia. Grabados", del 30 de agosto al 27 de octubre de 2002.
- "Pierre Balmain, arquitecto de la moda (1945-2002)", del 7 de noviembre de 2002 al 4 de enero de 2003.
- "Semana Santa en Popayán. La procesión va por dentro" del 21 de febrero al 3 de abril de 2003.
- "Obras maestras de la Colección BBVA: Pintura española de los siglos XV al XX", del 29 de septiembre al 14 de noviembre de 2004.
- "Egipto: el paso a la eternidad (4.000 a. C. - 135 d. C.)", del 8 de abril al 31 de julio de 2005.
- "Los guerreros de terracota: un ejército inmortal", del 15 de junio al 17 de septiembre de 2006.
- "Cuatro siglos de pintura en la colección BBVA", del 6 de diciembre de 2006 al 4 de marzo de 2007.
- "Sipán: El último tesoro de América", del 17 de mayo al 31 de agosto de 2007.
- "Llegó el Amazonas a Bogotá", del 14 de mayo al 2 de agosto de 2009.
- "Las historias de un grito: 200 años de ser colombianos", del 3 de julio de 2010 al 16 de enero de 2011.
- "Un país hecho fútbol", del 3 de diciembre de 2011 al 8 de abril de 2012.
- "Dioses, mitos y religión de la antigua Grecia. Colección de cerámica del Museo del Louvre", del 12 de julio al 13 de octubre de 2013.

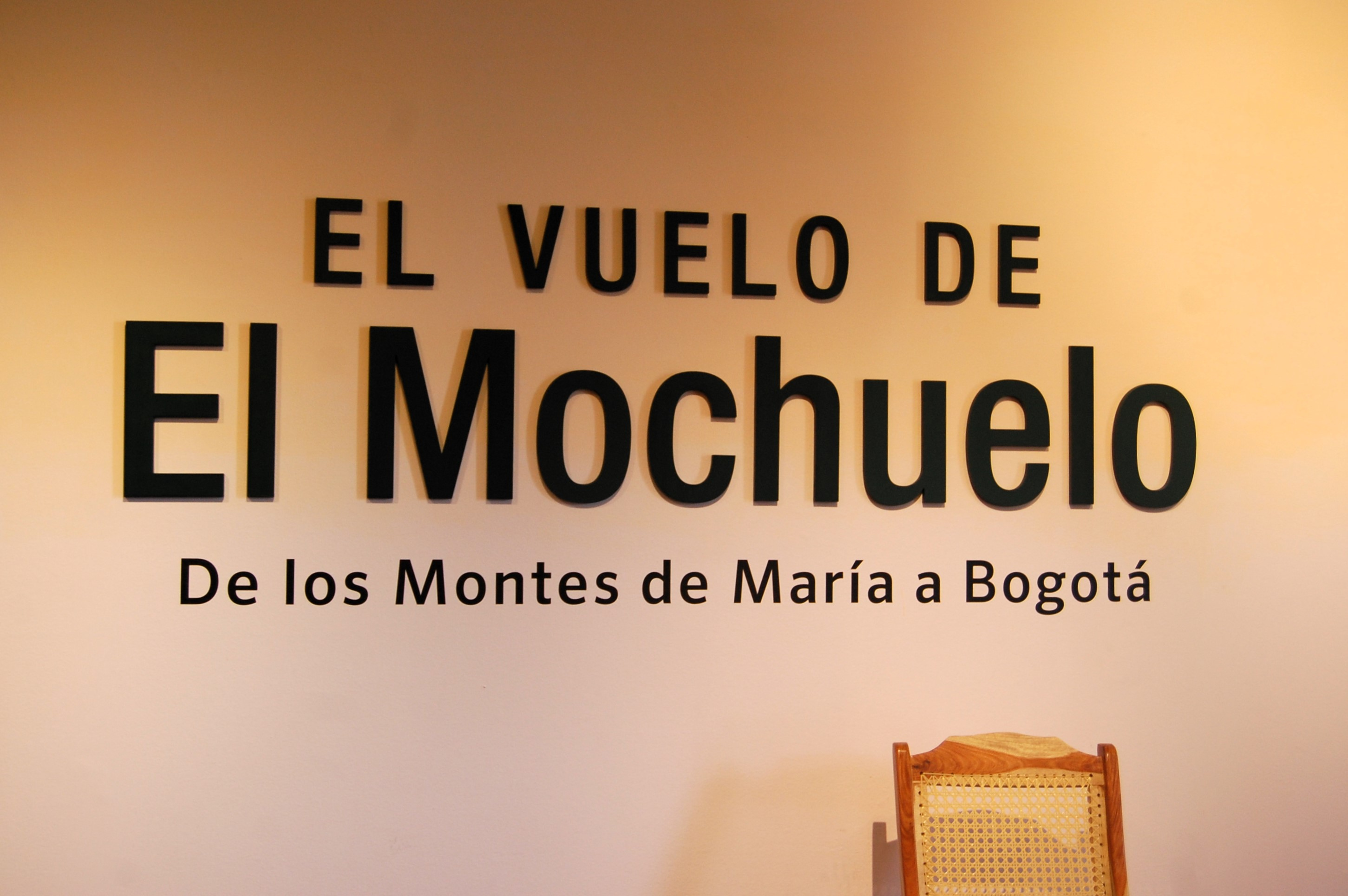
Entrada a la exposición temporal "El vuelo del Mochuelo (Primer piso Museo Nacional).

- "1819, un año significativo", del 19 de julio al 18 de agosto de 2019.
- "Pintores en tiempos de la Independencia: Figueroa, Gil de Castro, Espinosa", del 29 de noviembre de 2019 al 1 de marzo de 2020.
- "El jaguar y la mariposa. Chiribiquete patrimonio cultural y natural de la humanidad", del 17 de julio de 2020 al 31 de agosto de 2020.
- "Cien por ocho. Centenario de ocho creadores colombianos", del 15 de octubre de 2020 al 31 de enero de 2021.
- "Viaje y tornaviaje: bienes y rutas del Galeón de Manila", del 26 de marzo de 2021 al 30 de mayo de 2021.

- "Nación Hip Hop: Colombia al ritmo de una cultura", 16 de diciembre de 2022 hasta el 16 de abril de 2023.
- "El vuelo del Mochuelo", 15 de junio al 17 de septiembre de 2023.[67]

## Oferta educativa y cultural
El departamento educativo del Museo Nacional de Colombia nació a principios de 1979 cuando Emma Araújo de Vallejo, la entonces directora del museo, percibió que los visitantes sólo veían las obras expuestas y no se detenían a detallar el proceso artístico e histórico que habían detrás de estas. Para la creación de este departamento, Araújo viajó a Brasil, donde conoció de primera mano experiencias educativas de calidad realizadas con bajo presupuesto en museos. Lo anterior, porque los programas para niños y niñas de los museos europeos eran demasiado costosos para uno latinoamericano de la época. Asimismo, Araújo vio la necesidad de llegar al público infantil, especialmente al que residía en los sectores populares de Bogotá:
Después de reorganizar la exposición permanente del Museo, casi mi única preocupación era qué hacer para atender a los niños y niñas de los barrios más deprimidos de la ciudad, que eran mis principales visitantes. Como los niños de los colegios del norte de Bogotá no pisaban el museo y la supuesta gente culta de la ciudad apenas venía a las inauguraciones, yo tenía que hacer algo para los niños de las concentraciones escolares del sur, que sí asistían frecuentemente. Ellos eran mí público.
De manera paralela, desde la Unesco se puso en marcha una iniciativa denominada “El Museo y el Niño” y se contrataron consultores que trabajaron en Colombia, Ecuador, Perú y Chile. En el caso específico de Colombia, las investigaciones se adelantaron en el Museo del Oro, Museo de Arte Moderno, Museo Arqueológico y Museo de Historia Natural. Así, en 1979, se produjo lo que se considera como el hito inicial del departamento educativo del Museo Nacional: la exposición-taller El árbol, exposición que buscó relacionar elementos disponibles en el museo y la vida cotidiana del público infantil.
La definición de la exposición-taller implicaba establecer y desarrollar una estrategia de lectura de la exposición permanente del Museo que necesariamente ampliaba el círculo hermenéutico de su interpretación y, sobre todo, abría de forma sistemática su comprensión a diferentes horizontes culturales, a diferentes experiencias sociales. En palabras de este equipo de educadoras: la “exposición-taller” era un “organismo vivo” que permanentemente era alimentado por el diálogo entre el medio ambiente de la exposición y el medio ambiente del cual provenían los niños.
Para está ocasión, se diseñó un cuadernillo con preguntas relacionadas con el tema y se dirigió a niños entre los 8 y 14 años. Actualmente, no se conservan registros escritos o audiovisuales de esta iniciativa. Después de El árbol, llegó la cartilla Correo curioso de la Expedición Botánica en 1981 con la misma intención de acercar a los niños y niñas al museo a través del uso de herramientas didácticas.
Después de la presencia de Emma Araújo de Vallejo, el área educativa perdió dinamismo hasta la publicación de El Museo Nacional para niños en 1992. Desde este punto, la producción de materiales didácticos y generación de experiencias educativas desde el Museo Nacional es permanente.
Actualmente, el Museo Nacional concibe su política educativa a través de una serie de programas que permiten la formación de públicos, de mediadores y de otros actores de la escena museal de Bogotá y de Colombia. Sumado a lo anterior, el Museo también se piensa como un espacio de difusión cultural, por lo que tiene una parrilla de actividades enfocadas en el disfrute y la difusión de las expresiones artísticas y culturales del país.
Las actividades educativas del Museo Nacional están relacionadas con las exposiciones de larga duración y temporales, pues estas permiten un diálogo con diferentes piezas y temáticas de las exposiciones y se orientan también a los deseos e intereses de sus participantes. En ese sentido, las actividades educativas y culturales que ofrece el Museo Nacional son:

###### Diálogos y talleres por el Museo
Los diálogos son recorridos que se estructuran a partir de diferentes objetos de las cuatro colecciones del museo y, a través de preguntas, interacciones e historias, buscan generar una conversación con los participantes que conlleve a otras lecturas, acercamientos y apropiación del patrimonio. Por su parte, los talleres son experiencias didácticas que permiten, a través de prácticas artísticas, literarias, históricas y científicas, la reflexión, el aprendizaje y el descubrimiento de la relación entre los objetos, sus contextos y su cotidianidad.

###### Experiencias de encuentro y participación enFragmentos, espacio de arte y memoria
Creada bajo el Acuerdo de Paz entre el Estado colombiano y la guerrilla de las FARC-EP, Fragmentos, espacio de arte y memoria es un contramonumento de la artista colombiana Doris Salcedo y un lugar de reflexión sobre el conflicto armado colombiano. En este espacio se reúnen exposiciones artísticas, actividades culturales y conferencias académicas que reflexionan sobre la relación entre arte y memoria y cómo el arte y la cultura se vuelven escenarios que posibilitan la reconciliación. Este contramonumento es una construcción en la que el piso está elaborado con las armas fundidas de las FARC-EP y cuya creación contó con la participación de las víctimas de violencia sexual durante el conflicto armado colombiano.

###### Explorando patrimonios
Esta concebido una apuesta pedagógica que tiene como objetivo la apropiación social del patrimonio por parte de poblaciones que históricamente han tenido barrera de acceso a espacios culturales y la democratización de los derechos culturales del país. Este programa está dirigido a la población infantil, a la que se encuentra en situación de discapacidad y a los adultos mayores.

###### Curso de formación y voluntariado
Consolidado como un espacio de formación y encuentro ciudadano a lo largo de 22 años, el curso de formación y voluntariado del Museo Nacional tiene como finalidad promover la apropiación y reconstrucción del conocimiento alrededor de los museos y su función social. El curso busca también acercar teórica y prácticamente a los participantes a las áreas de gestión de museos y generar debates y perspectivas actuales sobre la función de los espacios patrimoniales en relación con sus comunidades.

###### Cátedra anual de Historia 'Ernesto Restrepo Tirado'
Es un espacio que desde su creación en 1996 busca generar un conocimiento más profundo de la historia de Colombia al establecer la relación entre las colecciones y las problemáticas actuales del país. Esta cátedra tiene lugar durante el segundo semestre de cada año.

###### Mi plan es el museo
La variada programación cultural que ofrece el Museo Nacional lo posiciona como un centro cultural en el que se da un acercamiento entre los ciudadanos y el patrimonio. El eje central de esta actividad es el auditorio Teresa Cuervo de Borda, que cuenta con un escenario y un piano de cola. La programación incluye conciertos, obras de teatro, conversatorios y proyección de películas.

## Controversias

### Bicentenario 2010
En el año 2010, en el marco de la conmemoración del bicentenario de la independencia de Colombia, el Museo Nacional abrió sus puertas para presentar la exposición titulada Las historias de un grito. 200 años de ser colombianos. Esta muestra se repartió en tres salas de sus instalaciones, y además contó con carteles, discos compactos y diversos recursos pedagógicos que iniciaron un proceso de itinerancia por diversas instituciones educativas y culturales del territorio colombiano. La muestra tuvo lugar durante la dirección de María Victoria de Angulo Robayo y el paso de Paula Marcela Moreno Zapata como cabeza del Ministerio de las Culturas, las Artes y los Saberes.
La curaduría de la exposición estuvo a cargo de un equipo conformado por ocho integrantes: Olga Isabel Acosta Luna, Yobenj Chicangana Bayona, Cristina Lleras Figueroa, Antonio Ochoa Flórez, Amada Carolina Pérez Benavides, Juan Ricardo Rey Márquez, Carolina Venegas Carrasco y Maite Yie Garzón. Antes que un recuento lineal y definitivo del proceso de independencia, el equipo propuso una mirada diversa y crítica sobre las representaciones de este hito fundacional en diferentes periodos. De este modo se organizaron tres ejes temáticos: la construcción de personajes históricos, la evocación cotidiana realizada en fiestas y actos cívicos institucionales, y la creación de "escenas" sobre los sucesos ocurridos. El objetivo fue propiciar una reflexión amplia sobre los procesos de representación de los hechos, la construcción de la memoria, las figuras relevantes y las ausencias que constituyen y contravienen la historia oficial.
La recepción de la exposición fue en extremo variada, confrontando a periodistas y críticos que celebraban esta revisión y a quienes calificaron la muestra como una mofa, un relato diluido del proceso independentista, o una representación vulgar del mismo. Buena parte de la polémica se concentró sobre la intervención bautizada “¡La historia es nuestra, caballero!” realizada por el artista cartagenero Nelson Fory, quién en una continuación de su trabajo sobre racismo y xenofobia, instaló pelucas afro en las cabezas de los bustos de Simón Bolívar y Francisco de Paula Santander, ambos ubicados en la primera planta del museo. 
Esta tensión se manifestó principalmente en medios de comunicación impresos, radiofónicos y digitales. Integrantes del equipo de curaduría participaron activamente publicando columnas, artículos académicos y ofreciendo entrevistas a medios locales, como la revista Semana.

### Hacer la paz en Colombia: Carlos Pizarro. Ya vuelvo
Entre finales de 2009 y principios de 2010 tuvo lugar la exposición temporal Hacer la paz en Colombia: Carlos Pizarro. Ya vuelvo. Dedicada al legado de Carlos Pizarro Leongómez, candidato presidencial y exlíder guerrillero que encabezó la desmovilización de la guerrilla M-19. La muestra, curada por su hija María José Pizarro, reunió objetos presentados por primera vez al público, creando un relato reflexivo sobre su trayectoria como integrante de las FARC-EP, luego como uno de los líderes más notables del movimiento M-19, y su posterior desmovilización y compromiso con los diálogos de paz con otros grupos insurgentes, proyecto democrático que lo llevaría a postularse como candidato presidencial en las elecciones de 1990.Pizarro sería asesinado en un vuelo comercial el 26 de abril del mismo año mientras adelantaba su campaña.
La exposición provocó rechazo entre sectores conservadores, suscitando dudas sobre la pertinencia de reconstruir la figura de un exlíder guerrillero en una institución pública. Esto contrastó fuertemente con la recepción generalmente favorable que recibió previamente la exposición a su paso por la Fundación Casa Amèrica Catalunya, en Barcelona a principios de 2009. No hay que perder de vista que el asesinato del candidato ha estado rodeado por una aura de incertidumbre y falta de esclarecimiento respecto a sus responsables, así como por su clara correspondencia con una estrategia política que implicó el asesinatos sistemático de líderes políticos de izquierda. Aunque esta no fue la primera exposición que planteó una mirada crítica sobre el conflicto interno colombiano, sentó un precedente sobre el compromiso del Museo en la construcción de un relato plural sobre la violencia política en el país.